# Porumbești (Romênia)
Porumbești é uma comuna romena localizada no distrito de Satu Mare, na região histórica da Transilvânia. A comuna possui uma área de 35.7 km² e sua população era de 2573 habitantes segundo o censo de 2007.